# St. Johannes Evangelist (Mittelneufnach)

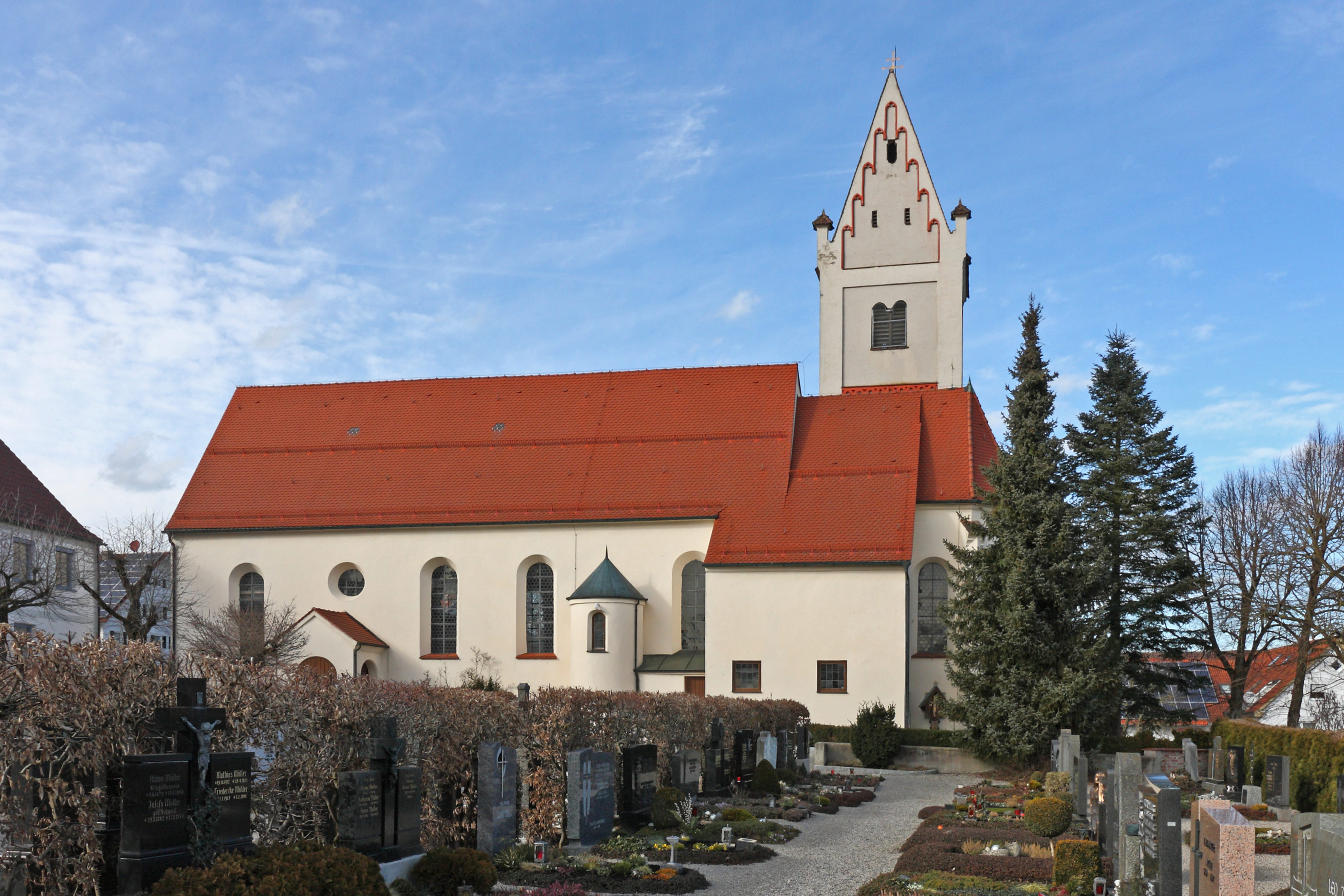
St. Johannes Evangelist in Mittelneufnach

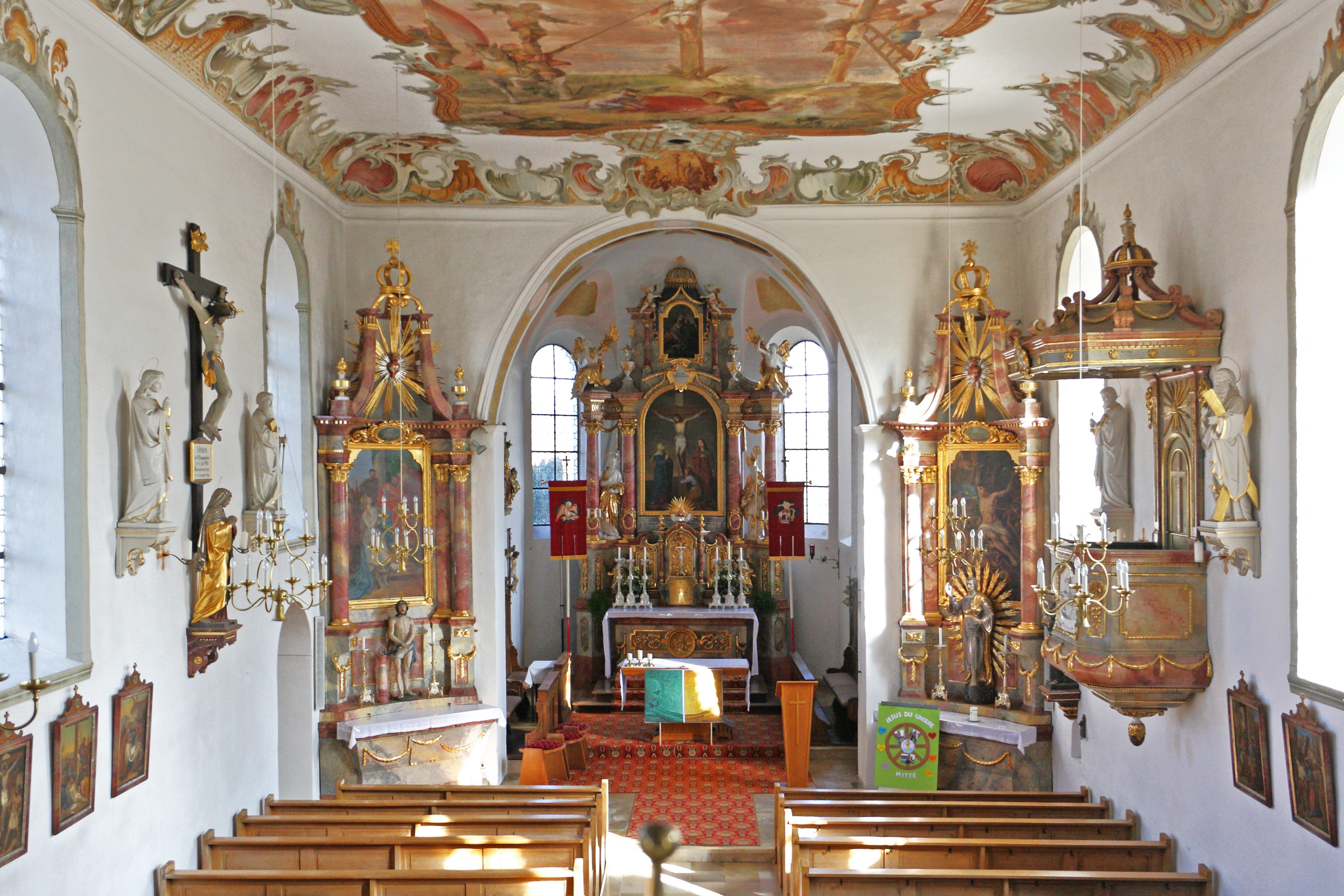
Innenraum

Die römisch-katholische Pfarrkirche St. Johannes Evangelist steht in Mittelneufnach, einer Gemeinde im schwäbischen Landkreis Augsburg von Bayern. Das Bauwerk ist in der Liste der Baudenkmäler in Mittelneufnach als Baudenkmal unter der Nr. D-7-72-179-3 eingetragen. Die Pfarrei gehört zum Dekanat Schwabmünchen des Bistums Augsburg.

## Beschreibung
Die Saalkirche wurde um 1490 errichtet und jeweils in der 2. Hälfte des 17. und 18. Jahrhunderts verändert. Sie besteht aus einem Langhaus, einem eingezogenen Chor mit Fünfachtelschluss im Osten und einem Chorflankenturm an dessen Nordwand. Der Innenraum des Langhauses ist mit einer Flachdecke überspannt, der des Chors mit einem Stichkappengewölbe. Die um 1780 von Joseph Leitkrath gestalteten Fresken zeigen im Chor das Abendmahl Jesu und im Langhaus die Kreuzigung Christi. Das Altarretabel des 1910/11 gebauten Hochaltars hatte 1722 Andreas Bergmüller geschaffen. Eine um 1750 entstandene Kreuzigungsgruppe wird Peter Heel zugeschrieben. Die Orgel wurde 1997 von Rudolf Kubak gebaut.